# أمبير أونيل
أمبير أونيل (بالإنجليزية: Amber O'Neal) هي مصارعة محترفة أمريكية، ولدت في 22 يونيو 1974 في أهوسكي في الولايات المتحدة.

## وصلات خارجية
- أمبير أونيل على موقع CageMatch worker (الإنجليزية)
- أمبير أونيل على موقع قاعدة بيانات المصارعة على الإنترنت (الإنجليزية)

- الموقع الرسمي
- أمبير أونيل على موقع IMDb (الإنجليزية)
- أمبير أونيل على موقع قاعدة بيانات الفيلم (الإنجليزية)